# Sirianos
Siriano, Tubú, Selea o Sürá es una etnia indígena que habita en el nacimiento del caño Ti y a orillas de los ríos Viña, Paca y Papurí en el departamento colombiano de Vaupés y el estado brasileño de Amazonas.
Es una fratria patrilineal exógama. Su lengua propia pertenece a la rama oriental de la familia tucano, como las de las otras fratrias de la región con las cuales los sirianos practican intercambio matrimonial y constituyen un sistema cultural. El habla de las mujeres tiene determinados rasgos diferentes al habla de los hombres, como la glotalización.

## Economía
Su economía está basada en la agricultura itinerante y la pesca. Cultivan yuca amarga, ñame, batata, caña de azúcar, maíz, cacao, plátanos, piña, papaya y otras frutas. Complementan su alimentación con la caza de la danta, el pecarí y varias aves y la recolección de frutos silvestres, larvas y hormigas. 
Las mujeres procesan la yuca para producir casabe y "fariña" y practican la alfarería, en tanto que los hombres son expertos en tejer canastos.

## Tubú
Se consideran descendientes de Tubú que descendió del tiempo y del espacio para equilibrar lo que el hombre había desmembrado. Se estableció centro de la tierra, en el mar de la leche materna. Allí nació pequeño como hombre y una vez hecho hombre, salió a la superficie por el Río Negro.